# Woolooware
Woolooware ist ein Vorort im Süden von Sydney im Bundesstaat New South Wales, Australien. Woolooware liegt etwa 24 km südlich des Zentrums von Sydney im Sutherland Shire. Es teilt sich die Postleitzahl 2230 mit Cronulla. Bei der Volkszählung 2021 lebten 5060 Menschen in Woolooware.
Woolooware erstreckt sich von der Woolooware Bay im Norden am Mündungstrichter des Georges River bis zur Burraneer Bay und Gunnamatta Bay im Süden am Hacking River und dem Mündungsbereich von Port Hacking. Es grenzt an die Vororte Cronulla, Caringbah, Burraneer und Kurnell.

## Geschichte
Woolooware leitet sich vom Aborigine-Wort Wooloowa ab, das „schlammiger Pfad“ bedeutet. Dies spiegelt die natürlichen, tiefliegenden Schlammebenen, Salzwiesen und das einst dominante Teebaum- und Akaziendickicht der Region wider.
Ursprünglich war das Gebiet rund um Woolooware Bay dicht bewaldet mit Teebäumen, Akaziendickicht und Mangrovensümpfen. Die Region wurde von den Tharawal-Völkern besiedelt. Später wurden diese Gebiete trockengelegt, um Parks und Sportplätze zu schaffen, darunter das Endeavour Field, den Woolooware-Golfplatz und den Cronulla-Golfplatz. Das Gebiet wurde nach der Eröffnung der Bahnlinie von Sutherland nach Cronulla im Jahr 1939 parzelliert. Die erste öffentliche Schule wurde 1951 eröffnet und das Postamt im Oktober 1954.
Die australische Niederlassung des britischen Bauunternehmens Taylor Woodrow baute die erste Siedlung in Australien mit Fertighäusern im Norden von Woolooware.

## Bevölkerung
Bei der Volkszählung 2021 lebten in Woolooware 5060 Menschen, davon 2492 (49,2 %) männlich und 2568 (50,8 %) weiblich. Das durchschnittliche Alter lag bei 39 Jahren. 2016 waren es noch 3962 Einwohner.